# Otto Wille Kuusinen

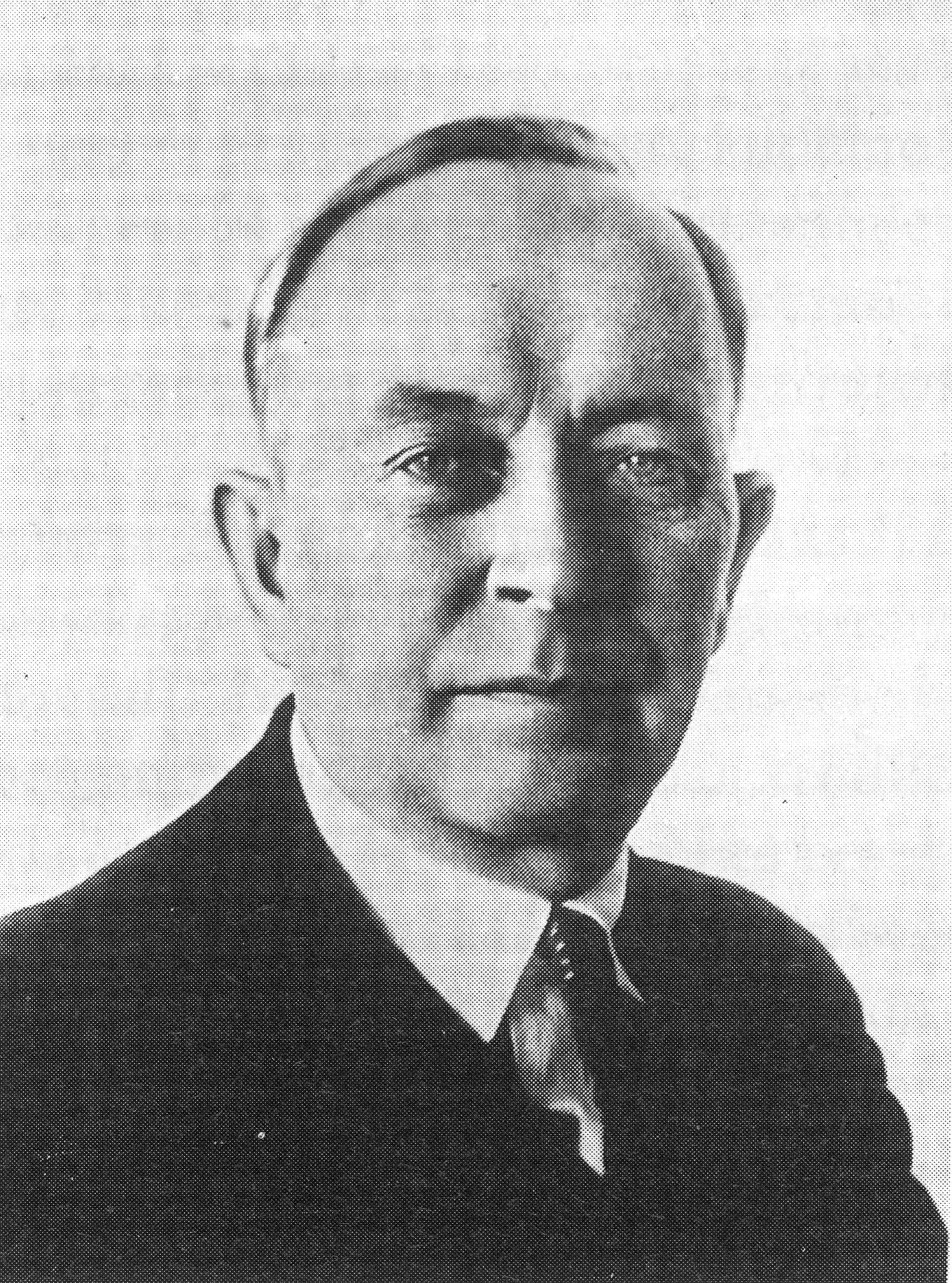
O. W. Kuusinen (1940er Jahre)

Otto Wilhelm „Wille“ Kuusinen [ˈɔtːɔ ˈvilːɛ ˈkuːsinɛn]  bzw. Otto Wilhelmowitsch Kuusinen (russisch Отто Вильгельмович Куусинен, * 5. Oktober 1881 in Laukaa, Finnland; † 17. Mai 1964 in Moskau, Sowjetunion) war ein finnischer und sowjetischer Politiker.

## Leben
Otto Wilhelm Kuusinen wurde im mittelfinnischen Laukaa als Sohn von Sofia Erika Puttonen und des Pachtbauern und Dorfschneiders Wilhelm Kuusinen geboren. Kuusinen trat 1904 der Sozialdemokratischen Partei Finnlands bei, die er in den Jahren 1908–1910, 1911–1913, sowie 1916–1918 als Abgeordneter im finnischen Parlament vertrat. 1918 wurde er zu einem der Gründer der Kommunistischen Partei Finnlands. Er beteiligte sich an der Eroberung von Helsinki durch gemeinsame Truppen der finnischen Kommunisten und russischen Bolschewiki (Rote Garden) und diente in der kurzlebigen kommunistischen Regierung als Erziehungsminister. Nach dem Finnischen Bürgerkrieg und der Niederlage der kommunistischen Truppen gegen die Regierungstruppen unter Führung von Mannerheim verließ er Finnland.
Von 1921 bis 1939 – also bis fast zu ihrer Auflösung 1943 – war er Sekretär des Exekutivkomitees der Kommunistischen Internationale. Er gehörte damit zu dem Kreis von drei Leuten, die faktisch die Komintern führten (formal war Grigori Sinowjew Vorsitzender des Exekutivkomitees). 1921 arbeitete er auf Wunsch Lenins die Organisationsleitsätze aus, die auf dem 3. Internationalen Kongress gebilligt wurden. Als Grundlage wurde die Parteizelle festgelegt, die einen Parteisekretär wählt und ein Parteibüro unterhält. Über Bezirksausschüsse und Gebietsausschüsse ging es in der Gliederung weiter bis zum Zentralkomitee und dem Politbüro, über dem nur noch der Parteikongress stand. Nach diesem Muster wurden sämtliche kommunistischen Parteien organisiert.
Während des Winterkrieges von 1939 bis 1940 sollte Otto Kuusinen für Stalin in Finnland die Macht übernehmen. Bereits am 1. Dezember ließ Stalin im eroberten Grenzort Terijoki (heute Selenogorsk) eine finnische Gegenregierung („Finnische Volksregierung“) unter Kuusinen bilden, die im Namen der Finnischen Demokratischen Republik am 2. Dezember 1939 einen fiktiven Friedensvertrag mit der Sowjetunion unterzeichnete. Der darin vorgesehene „Gebietsaustausch“ verstärkte jedoch den Widerstandswillen der Finnen, die die völlige Einverleibung in die Sowjetunion fürchteten. Im Februar 1940 durchbrachen die Sowjets dennoch die Mannerheim-Linie im Abschnitt Wyborg; die Finnen bemühten sich um einen Waffenstillstand. Stalin hatte der Regierung Kuusinen inzwischen die Teilnahme an den Verhandlungen versagt, im Frieden von Moskau 1940 wurde der Krieg beendet und Finnland musste territoriale Einbußen z. B. in Karelien hinnehmen.
Im Gegenzug wurde von sowjetischer Seite die finnische Gegenregierung aufgelöst, Kuusinen wurde stattdessen Chef der um die Gebietsgewinne vergrößerten und als eigene Unionsrepublik neugebildeten Karelo-Finnischen SSR. Von März 1940 bis Juli 1956 war er Vorsitzender des Präsidiums des Obersten Sowjets der Karelo-Finnischen SSR, während der finnisch-deutschen Besetzung im Zweiten Weltkrieg floh er in die RSFSR. Ab 1956 wurde Karelien wieder als Karelische ASSR der RSFSR (also Sowjetrussland direkt) eingegliedert.
Von 1940 bis 1957 war er stellvertretender Vorsitzender des Präsidiums des Obersten Sowjets der UdSSR; von 1941 bis zu seinem Tod 1964 außerdem Mitglied des Zentralkomitees und ab 1957 Mitglied des Parteipräsidiums (Politbüro) der KPdSU. Er starb am 17. Mai 1964 und erhielt ein Staatsbegräbnis. Seine Urne wurde an der Kremlmauer in Moskau beigesetzt. Er war dreimal verheiratet: 1902 heiratete er Saima Pauliina Dahlström, 1922 Aino Turtiainen und 1936 Marina Amiragowa. Seine Tochter Hertta Kuusinen (1904–1974) war ebenfalls eine kommunistische Politikerin und Abgeordnete im finnischen Parlament.